# Caginec
 Caginec  falu Horvátországban Zágráb megyében. Közigazgatásilag Ivanić-Gradhoz tartozik.

## Fekvése
Zágrábtól 40 km-re délkeletre, községközpontjától  4 km-re keletre az Ivanić-Gradot Csázmával összekötő 43-as főút mentén fekszik. 

## Története
A falu története során a kloštar ivanići plébániához tartozott. 
1857-ben 205, 1910-ben 309 lakosa volt. Trianonig Belovár-Kőrös vármegye Križi járásához tartozott. A településnek 2001-ben 605 lakosa volt. 

## Lakosság
| Lakosság változása | Lakosság változása | Lakosság változása | Lakosság változása | Lakosság változása | Lakosság változása | Lakosság változása | Lakosság változása | Lakosság változása | Lakosság változása | Lakosság változása | Lakosság változása | Lakosság változása | Lakosság változása | Lakosság változása |
| ------------------ | ------------------ | ------------------ | ------------------ | ------------------ | ------------------ | ------------------ | ------------------ | ------------------ | ------------------ | ------------------ | ------------------ | ------------------ | ------------------ | ------------------ |
| 1857               | 1869               | 1880               | 1890               | 1900               | 1910               | 1921               | 1931               | 1948               | 1953               | 1961               | 1971               | 1981               | 1991               | 2001               |
| 205                | 219                | 231                | 246                | 276                | 309                | 345                | 319                | 333                | 419                | 457                | 456                | 568                | 504                | 605                |

## Nevezetességei
A temető mellett álló Szent Mihály kápolna 1910-ben épült.

## Külső hivatkozások
Ivanić-Grad hivatalos oldala